# Витух
Витух — блок-пост (населённый пункт) в Черемховском районе Иркутской области России. Входит в состав Зерновского муниципального образования.

## География
Населённый пункт находится на расстоянии примерно 19 км к югу от города Черемхово, административного центра района.

## Население
| 2002 | 2010 | 2011 | 2012 |
| ---- | ---- | ---- | ---- |
| 6    | ↗9   | →9   | ↘6   |

## Улицы
В населённом пункте имеется одна улица — Железнодорожная.